# PAC/CAC JF-17 Thunder
O PAC JF-17 Thunder ou CAC FC-1 Xiaolong é um caça leve multiúso monomotor de quarta geração desenvolvido pela China e Paquistão.

## Usuarios

### Usuarios Atuais
- Iraque

Força Aérea do Iraque - 12 em produção
- Myanmar

Força Aérea de Mianmar - 7 em serviço, 9 em produção
- Nigéria

Força Aérea Nigeriana - 3 em serviço, com opção de mais 45
- Paquistão

Força Aérea do Paquistão - 138 em serviço, com 50 em produção

### Potenciais Usuarios
Arábia Saudita
 Azerbaijão
 Bolívia
 Malásia
 Marrocos
 Catar
 Sri Lanka
 Sudão
 Zimbabwe

### Vendas frustradas
Argentina

## Variantes

### Prototipos
- PT-01 — Primeiro protótipo de configuração de fuselagem com placas divisoras nas entradas. Lançado em 31 de maio de 2003. Primeiro voo em 25 de agosto de 2003.
- PT-02 — Primeiro protótipo de configuração de fuselagem com placas divisoras nas entradas.
- PT-03 — Primeiro protótipo de configuração de fuselagem com placas divisoras nas entradas. Primeiro voo em abril de 2004.
- PT-04 — Segundo protótipo de configuração de fuselagem com Diverterless Supersonic Inlets (DSI) e estabilizador vertical modificado. Primeiro vôo em 10 de maio de 2006. O PT-04 incorporou modificações como DSI, LERX mais largo, barbatanas ventrais estendidas e um estabilizador vertical mais alto e menos varrido com uma carenagem retangular na ponta contendo equipamentos de guerra eletrônica e pequenas carenagens de bolha na base contendo Sensores de aviso de aproximação de mísseis. O protótipo PT-04 foi usado principalmente para testes de aviônicos e qualificação de armas.
- PT-05 — Segundo protótipo de configuração de fuselagem com DSI e estabilizador vertical modificado.
- PT-06 — Segundo protótipo de configuração de fuselagem com DSI e estabilizador vertical modificado.

### Variantes de produção
- JF-17A Bloco 1 — Variante de assento único do JF-17 Bloco 1. A produção na China começou em junho de 2006  e no Paquistão em 2007. As três primeiras armas chinesas a serem integradas são o PL-5E II AAM, o SD-10 AAM e o míssil antinavio C-802AK . As aeronaves do Bloco 1 tiveram um desempenho "melhor do que o esperado", de acordo com o PAF Air Commodore Junaid. A produção do Bloco 1 foi concluída em 18 de dezembro, quando a 50ª aeronave – 58% da qual foi produzida no Paquistão – foi entregue.  Um Bloco 1 JF-17 custa aproximadamente US$ 15 milhões por unidade.
- JF-17A Bloco 2 — Variante de assento único do JF-17 Bloco 2. A produção começou em 18 de dezembro de 2013 e os testes iniciais começaram em 9 de fevereiro de 2015.  As aeronaves do Bloco 2 fazem uso de compostos na fuselagem para peso reduzido, capacidade de reabastecimento ar-ar,  radar e aviônicos aprimorados, capacidade de carga aprimorada, enlace de dados e capacidades de guerra eletrônica.  Presidente da PAC, Air Marshal Javaid Ahmed disse: "Vamos entregar 16 Block-II JF-17 para o PAF todos os anos", e que a fábrica tem capacidade para produzir 25 unidades em um ano .  De acordo com a mídia local, a PAC lançou a 16ª aeronave Block 2 em dezembro de 2015, permitindo a formação do 4º esquadrão do JF-17. Um Bloco 2 JF-17 custa aproximadamente US$ 25 milhões por unidade.
- JF-17B Bloco 2 — Variante de assento duplo do JF-17 Bloco 2. Primeiro voo em Chengdu, China, em 27 de abril de 2017.  Produção em série na China e Paquistão de 2018 a 2020. Um total de 26 aeronaves construídas - as quatro primeiras em Chengdu e as 22 restantes em Kamra.  Suas multifunções incluem o uso como (i) treinador de conversão JF-17; (ii) Lead-In Fighter Trainer (LIFT); (iii) aeronaves de ataque ao solo; e (iv) aeronaves de reconhecimento.  Além do assento duplo, coluna dorsal maior e cauda mais inclinada para trás, outra diferença entre o JF-17B e o JF-17A é que o JF-17B carrega combustível em seu estabilizador vertical, que o JF -17A não. O JF-17B abriga tanques de combustível integrais como o F-16. Cada asa abriga 550 Ib enquanto a cauda vertical abriga 210 lb, que, juntamente com a carga interna de combustível, totaliza 4.910 Ib de combustível. Juntamente com os três tanques de combustível externos, a aeronave pode transportar uma carga total de combustível de 10.000 Ib.  Os JF-17B Block 2s serão adaptados com o radar NRIET/CETC KLJ-7A Airborne Fire Control Ativa Scanned Array (AESA) refrigerado a ar (licenciado na Avionics Production Factory (APF) em PAC, Kamra).
- JF-17 Bloco 3 — Primeiro voo em Chengdu, China, em 15 de dezembro de 2019. Dois protótipos em testes de voo em dezembro de 2020, um na China e outro no Paquistão. Entrou em produção em série no PAC Kamra em 30 de dezembro de 2020.  Projetado para apresentar mais avanços, como um radar NRIET/CETC KLJ-7A refrigerado a ar Airborne Fire-Control Active Electronicly Scanned Array (AESA) (fabricado sob licença no Fábrica de Produção de Aviônicos (APF) em PAC, Kamra),  um sistema de controle de vôo digital fly-by-wire de três eixos,  um sistema de busca e rastreamento infravermelho (IRST), um sistema de visor e mira montado no capacete (HMD/S) produzido em conjunto pelo Paquistão e pela China,  um sistema de alerta de aproximação de mísseis (MAWS) semelhante ao usado nos chineses J-10 C, J-16 e J -20 , um novo, maior e mais fino head-up display holográfico de grande angular (HUD) semelhante ao usado no J-10C e J-20, um sistema de gerenciamento de guerra eletrônica aprimorado,  um monitor montado no queixo hardpoint,  uso de mais compósitos para maior redução de peso, o turbofan de pós- combustão Klimov RD-93MA será eventualmente substituído pelo Guizhou WS-13  com um aumento de empuxo e uma melhor relação empuxo-peso. O KLJ-7A pode rastrear simultaneamente 15 alvos e engajar 4 alvos.  Oficiais da PAF descreveram o JF-17 Block 3 como um caça de "quarta geração mais". Espera-se que as primeiras aeronaves JF-17 Block 3 produzidas pelo PAC sejam lançadas da linha de produção no final de 2021. A PAF fez um pedido para 50 aeronaves JF-17 Block 3, cujas entregas devem começar a partir de início de 2022. 10 aeronaves de produção JF-17 Block 3 foram fotografadas após sua implantação no PAC Kamra no início de janeiro de 2022. Em 30 de janeiro de 2022, eles ainda não haviam sido introduzidos no PAF.

## Especificações

### JF-17 Block II
Características gerais
- Tripulação: 1 (assento único JF-17A) ou 2 (assento duplo JF-17B)
- Comprimento: 14,326 m (47 pés 0 pol)
- Envergadura: 9,44 m (31 pés 0 pol)
- Altura: 4,57 m (15 pés 0 pol)
- Área da asa: 24,43 m 2 (263,0 pés quadrados)
- Peso vazio: 7.965 kg (17.560 lb)
- Peso máximo de decolagem: 12.383 kg (27.300 lb)
- Capacidade de combustível: 3.000 L (2.449 kg) interno; 1 tanque de queda da linha central de 800 L (180 imp gal); 2 x 800 L (180 imp gal) ou 1.100 L (240 imp gal) tanques de queda sob as asas internos
- Motor: 1 × Klimov RD-93 turbofan de pós-combustão com DEEC, 49,4 kN (11.100 lbf) empuxo   seco, 84,4 kN (19.000 lbf) com pós-combustão

Performance
- Velocidade máxima: 1.910 km/h (1.190 mph, 1.030 kn)
- Velocidade máxima: Mach 1,6  -1,8
- Velocidade de cruzeiro: 1.359 km/h (844 mph, 734 kn)
- Velocidade de estol: 150 km/h (93 mph, 81 kn)
- Alcance de combate: 1.200 km (750 mi, 650 nmi) (sem reabastecimento)
- Alcance da balsa: 3.482 km (2.164 milhas, 1.880 milhas náuticas)
- Teto de serviço: 16.920   m (55.510 pés)
- g limites: + 8/ - 3 (limitado pelo sistema de controle de voo)
- Taxa de subida: 300 m/s (59.000 pés/min)
- Impulso/peso : 1,07

Armamento
- Armas: 1 × 23 mm GSh-23-2 canhão duplo ou 1 × 30 mm GSh-30-2 canhão duplo
- Pilones: 8
- Carga útil: 3.700 kg (8.200 lb) pods externos
- Mísseis:
  - Mísseis ar-ar :
    - PL-5EII — ( míssil infravermelho de curto alcance )
    - PL-9C — (míssil infravermelho de curto alcance)
    - PL-10E — (míssil infravermelho de curto alcance)
    - R-Darter — (Radar-homing além do míssil de alcance visual )
    - PL-12 (SD-10A) — (míssil guiado por radar além do alcance visual)
    - PL-15E — (míssil de longo alcance guiado por radar)  Integração planejada nos próximos blocos

  - Mísseis ar-superfície :
    - CM-102 — (Míssil anti-radiação)
    - MAR-1 — (Míssil anti-radiação)
    - LD-10 — ( Míssil anti-radiação )
    - Ra'ad-II — ( Míssil de cruzeiro lançado do ar )
    - HD-1A — (míssil de cruzeiro supersônico de ataque terrestre/anti-navio)

  - Mísseis anti-navio :
    - C-601 — (Míssil antinavio)
    - C-705KD — (Míssil antinavio)
    - C-802AK — (míssil supersônico anti-navio)
    - CM-400AKG - (míssil supersônico anti-navio)
    - HD-1A — (míssil de cruzeiro supersônico anti-navio/ataque terrestre)
- Bombas:
  - Bombas não guiadas :
    - 250 kg — Bomba pré-fragmentada
    - Mk-82 — ( bomba de uso geral )
    - Mk-83 — (bomba de uso geral)
    - Mk-84 — (bomba de uso geral)
    - HAFR-1 / HAFR-2 - ( bomba anti-pista )
    - RPB-1 — (bomba anti-pista)

  - Bombas guiadas :
    - GBU-10 — ( bomba guiada por laser )
    - GBU-12 — (bomba guiada a laser)
    - GBU-16 — (bomba guiada a laser)
    - LT-2 — (bomba guiada por laser)
    - H-2 SOW — ( bomba planadora guiada com precisão )
    - H-4 SOW — (bomba planadora guiada com precisão)
    - GB-6 — (Bomba planadora furtiva guiada com precisão)
    - NORINCO GB-250A — (Bomba guiada por GPS/INS de alcance estendido de 250 kg)
    - NORINCO GB-500 — (bomba guiada a laser de 500 kg)
    - LS-6 — ( bomba guiada por GPS/INS de alcance estendido )
    - GIDS Takbir — (bomba guiada por GPS/INS)
    - Kit de extensão de alcance GIDS — (bomba guiada por GPS/INS)

Aviônicos
- KLJ-7A — Radar de controle de fogo de matriz de varredura eletrônica ativa (AESA)
- 2 x ALR-67 - Receptor de Aviso Rader (RWR)
- 4 x S740 - Sistema de Alerta de Aproximação de Mísseis (MAWS)
- JZ/YD 125 - Sistema IFF
- MIL-STD-1553 — data bus
- Link-17 - Link de Dados Tático
- Outros:
  - Aselsan ASELPOD — Advanced Targeting Pod (sistema de reconhecimento, vigilância e direcionamento eletro-óptico)
  - WMD-7 — Pod de segmentação diurna/noturna da FLIR
  - KG600/KG700 — Contramedida Eletrônica Aerotransportada (ECM) / Pod de Bloqueio de Autoproteção
  - Indra Systems ALQ-500P — ESM / ECM Pod
  - Contramedidas — Chaff , Flares
  - Assento de ejeção zero-zero Martin-Baker PK16LE
  - Até 3 tanques de queda externos — 1 x tanque de queda de linha central de 800 L (180 imp gal); 2 x 800 L (180 imp gal) ou 1.100 L (240 imp gal) tanques de queda sob as asas internos para alcance estendido / tempo de vadiagem

## Ver Também
Aeronaves comparáveis
- Chengdu J-10
- Saab JAS 39 Gripen
- Boeing F/A-18E/F Super Hornet
- Mikoyan MiG-35
- McDonnell Douglas F-15 Eagle
- General Dynamics F-16